# مايك إزوروني
مايك إزوروني (بالإنجليزية: Mike Ezuruonye)‏ (مواليد 21 سبتمبر 1981)، هُو مُمثل نيجيري.

## وصلات خارجية
- مايك إزوروني في قاعدة بيانات الأفلام على الإنترنت